# Santa Maria além do Tibre (título cardinalício)
O título cardinalício de Santa Maria em Trastevere (em latim, Sanctae Mariae trans Tiberim) foi instituído pelo Papa Alexandre I em torno de 112. Tradições posteriores apresentam os nomes dos primeiros protetores do "titulus" e, retroativamente, atribuem a eles o título de cardeal: assim, na época da fundação, o cardeal protetor desta basílica seria, conforme estas tradições, teria sido São Calepódio.
Papa Calisto I confirmou o título por volta de 221 e o Papa Júlio I mudou seu nome para "Iulii". Então, em 595, tornou-se o título de Júlio e Calisto ("Ss. Callisti et Iuliani"). Na primeira metade do século VIII, o título era conhecida como a Santa Mãe de Deus e, finalmente, durante o pontificado do Papa Leão III, assumiu o nome de Santa Maria in Trastevere.
Sua igreja titular é a Basílica de Santa Maria em Trastevere.

## Titulares protetores
- São Calepódio (112?-?)
- Astero (ou Astério) (118?-?)
- Paulino (494-?)
- Sétimo (499)
- Marcelino (499-514?)
- Giovanni Celio (514-?)
- Pietro (590-?)
- Talásio (ou Thalassio) (731-745)
- Anastácio (745-761)
- André (761-?)
- Bento sênior (853-855)
- Adriano (964- 972)
- Bento (972- 993)
- Crescêncio (993-1026)
- Giovanni (1025-1049)
- Guido (1049-1061)
- Giovanni Minuzzo (ou Minutus) (1061-1067)
- Ubaldo (1067-1077)
- Falcone (1077-1088)
- Gregorio Paparoni (ou Papareschi) (1088-1099)
- Giovanni, O.S.B. (1099-1106)
- Errico (ou Henrique) (1106-1112)
- Pietro (1112-1120)
- Pietro Pierleoni (1120-1130)
- Gionata (ou Ionathan) (1130-?), pseudocardeal do antipapa Anacleto II
- Iacopo (?) (1153?-?)
- Guido da Crema (1155 ou 1157-1159)
- Laborante (ou Laborans) (1180-1190)
- Guy Paré (ou Poré), O.Cist. (1190-1199)
- Guido Papareschi (1199-1207)
- Stefano Normandis (1228-1254)
- Matteo Rubeo Orsini (in commendam 1262-1305)
- Guillaume d'Aigrefeuille, O.S.B. (1350-1368)
- Pierre d'Estaing, O.S.B. (1370-1373)
- Filipe d'Alençon (1378-1380)
- Niccolò Brancaccio (1378-1390), pseudocardeal do antipapa Clemente VII
- Ludovico Bonito (1408-1413)
- Rinaldo Brancaccio, in commendam (1413-1427)
- Gabriele Condulmer (ou Condulmaro, ou Condulmerio) (1427-1431)
  - Vacante (1431-1440)
- Gerardo Landriani Capitani (1440-1445)
- Juan de Segóvia (1440-1449), pseudocardeal do antipapa Félix V
- Jordi d'Ornos (1441-1452), pseudocardeal do antipapa Félix V
- Juan de Torquemada, O.P. (1446-1460)
- Amico Agnifilo della Rocca (1469-1476)
- Stefano Nardini (1476-1484)
- Jorge da Costa (1484-1491)
  - Vacante (1491-1496)
- Juan López (1496-1501)
- Juan Castellar y de Borja (ou Castelar, ou Castellà) (1503-1505)
- Marco Vigerio della Rovere, O.F.M. Conv. (1505-1511)
- Bandinello Sauli, in commendam (1511-1516); in titulo (1516-1517 deposto)
- Achille de Grassis (1517-1523)
- Francesco Armellini Pantalassi de' Medici, (1523-1528)
- Lorenzo Campeggio (1528-1534)
- Antonio Sanseverino, O.S.J.J. (1534-1537)
- Giovanni Vincenzo Carafa (1537-1539)
- Marino Grimani (1539-1541)
- Francesco Cornaro (1541)
- Antonio Pucci (1541-1542)
- Philippe de la Chambre, O.S.B. (1542-1543)
- Gian Pietro Carafa (1543-1544)
- Rodolfo Pio (1544-1553)
- Juan Álvarez y Alva de Toledo (1553)
- Miguel da Silva (1553-1556)
- Giovanni Girolamo Morone (1556-1560)
- Cristoforo Madruzzo (ou Madruzzi) (1560-1561)
- Otto Truchsess von Waldburg (1561-1562)
- Tiberio Crispo (1562-1565)
- Giovanni Michele Saraceni (1565-1566)
- Giovanni Ricci (1566-1570)
- Scipione Rebiba (1570-1573)
- Giacomo Savelli (ou de Sabellis) (1573-1577)
- Giovanni Antonio Serbelloni (1577-1578)
- Antoine Perrenot de Granvelle (1578)
- Stanisław Hozjusz (ou Hoe, ou Hosz) (1578-1579)
- Gianfrancesco Gambara (1579-1580)
- Markus Sitticus von Hohenems (ou Altemps) (1580-1595)
- Giulio Antonio Santori (ou Santorio) (1595-1597)
- Girolamo Rusticucci (1597-1598)
- Girolamo Simoncelli (ou Simonelli) (1598-1600)
- Alexandre Otaviano de Médici (1600) Eleito Papa Leão XI em 1605
- Anton Maria Salviati (1600-1602)
- Domenico Pinelli (1602-1603)
- Antonio Maria Sauli (1603-1607)
- Mariano Pierbenedetti (1607-1608)
- Gregorio Petrocchini, O.E.S.A. (1608-1611)
- Francesco Maria Bourbon del Monte (1611-1612)
- Pietro Aldobrandini (1612-1620)
- Bartolomeo Cesi (1620-1621)
- Bonifazio Bevilacqua Aldobrandini (1621-1623)
- Franz Seraph von Dietrichstein (1623-1636)
- Giulio Savelli (1636-1639)
- Guido Bentivoglio (1639-1641)
- Cosimo de Torres (1641-1642)
- Antonio Marcello Barberini (1642-1646)
- Federico Baldissera Bartolomeo Cornaro (1646-1652)
- Giulio Cesare Sacchetti (1652)
- Marzio Ginetti (1652-1653)
- Girolamo Colonna (1653-1659)
- Giovanni Battista Maria Pallotta (1659-1661)
- Ulderico Carpegna (1661-1666)
- Niccolò Albergati-Ludovisi (1666-1676)
- Luigi Alessandro Omodei (ou Homodei) (1676-1677)
- Pietro Vito Ottoboni (1677-1680)
- Francesco Albizzi (1680-1681)
- Carlo Pio di Savoia (1681-1683)
- Decio Azzolino, Jr. (1683-1684)
- Paluzzo Paluzzi Altieri degli Albertoni (1684-1689)
- Giulio Spínola (1689)
- Gasparo Carpegna (1689-1698)
- Giambattista Spinola (1698-1704)
- Urbano Sacchetti (1704-1705)
- Leandro Colloredo, C.O. (1705-1709)
- Tommaso Ruffo (1709-1726)
- Pier Marcellino Corradini (1726-1734)
- Giorgio Spinola (1734-1737)
- Luis Antonio Belluga y Moncada (1737-1738)
- Francesco Antonio Finy (1738-1740)
- Francesco Antonio Finy (1743)
- Francesco Scipione Maria Borghese (1743-1752)
- Giuseppe Spinelli (1752-1753)
- Joaquín Fernández de Portocarrero (1753-1756)
- Camillo Paolucci (1756-1758)
- Giacomo Oddi (1758-1759)
- Henry Benedict Mary Clement Stuart of York (1759-1761); in commendam (1761-1763)
- Fabrizio Serbelloni (1763)
- Pietro Colonna Pamphili (1766-1780)
- Giovanni Ottavio Manciforte Sperelli (1781)
  - Vacante (1781-1789)
- Tommaso Antici (1789-1798)
- Francesco Maria Pignatelli (1800-1815)
- Annibale Sermattei della Genga (1816-1823) Eleito Papa Leão XII
- Giovanni Francesco Falzacappa (1823-1830)
- Raffaele Mazio (1830-1832)
- Benedetto Colonna Barberini di Sciarra (1832-1856); in commendam (1856-1863)
  - Vacante (1863-1874)
- Alessandro Franchi (1874-1878)
- Lorenzo Nina (1879-1885)
- James Gibbons (1887-1921)
- Giovanni Tacci Porcelli (1921-1928)
- Pedro Segura y Sáenz (1929-1957)
- Stefan Wyszynski (1957-1981)
- Józef Glemp (1983-2013)
- Loris Francesco Capovilla (2014-2016)
- Carlos Osoro Sierra (desde 2016)